# Gerrit Govaars
Gerrit Jurriaan Govaars (Amsterdam, 19 april 1866 – Soest, 22 oktober 1954) was de eerste Nederlandse heilsoldaat van het Leger des Heils.

## Onderwijzer
Gerrit Govaars was de zoon van Josephus Govaars en Helena Hendrica de Haas. In 1898 trouwde hij met de Engelse heilsoldate Mary Jane Wilson (1864-1933) Ze kregen samen vijf kinderen. Het oudste kind werd geboren in het Engelse Uxbridge bij Londen, de andere vier werden geboren in Amsterdam en Baambrugge.
Gerrit was pas twaalf jaar oud toen zijn vader overleed. Door een gratis zesjarige beurs was hij in staat om een onderwijzersopleiding in Nijmegen te volgen. In 1885 slaagde hij voor de kweekschool. Na een korte tijd als invaller op een gereformeerde school te hebben gewerkt kreeg hij ontslag toen de vervangen leerkracht terugkeerde.

## Eerste Nederlandse heilsoldaat

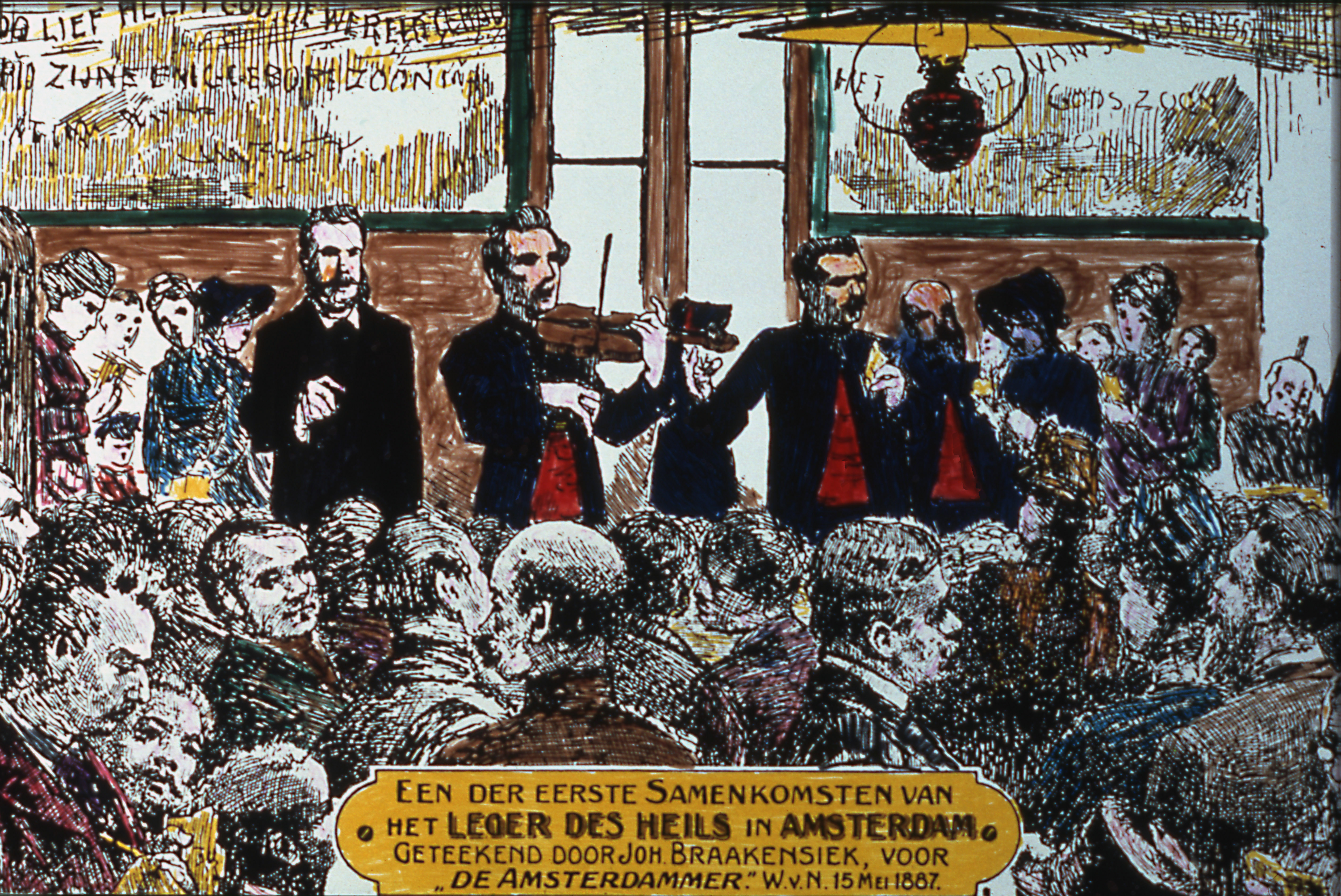
Een der eerste samenkomsten van het Leger des Heils in de Gerard Doustraat 69 te Amsterdam getekend door Johan Braakensiek voor De Amsterdammer van 15 mei 1887. Boven van links naar rechts Schoch, Govaars (met viool), Tyler en mevr. Schoch

Nadat hij van een Franse vriend in Parijs een Franse 'Strijdkreet' had gelezen besloot hij zich in te zetten van het Leger des Heils. Zijn vriend zond hem het koperen embleem met de letter 'S' dat Franse heilsoldaten op de kraag droegen. In 1885 verscheen Govaars in de straten van Amsterdam waarbij op zijn jas een paar koperen 'S'en te zien waren: Soup, Soap and Salvation.
Bij toeval kwam zijn moeder als jonge weduwe in 1886 te Amsterdam in aanraking met commissaris George Scott Railton. Railton zocht een vertaler de vertaling van het 'Liedboek van het Leger des Heils' voor gebruik in Zuid-Afrika. Railton logeerde vervolgens enige tijd bij de familie Govaars. Omdat Railton geen Nederlands sprak en de familie Govaars geen Engels werd de voertaal Frans. Toen Railton in Amsterdam geen vertaler-assistent kon vinden reisde Gerrit Govaars als werkloze leraar met hem naar Londen om daar te helpen bij het vertalen. Gerrit Govaars werkte mee in de strijd van het Leger des Heils in buurten waar de handel in minderjarige meisjes welig tierde. Govaars vergezelde in die tijd ook generaal William Booth bij diens campagnes en hij nam deel aan het Eerste Internationale Congres. Al gauw kreeg hij een uniform en werd hij door generaal Booth luitenant gemaakt.
Op 8 mei 1887 was de eerste bijeenkomst van het Leger des Heils aan de Gerard Doustraat 69 in de Amsterdamse volksbuurt De Pijp. De vier bijeenkomsten van die dag werden geleid door commandant Railton, een ervaren Londense Heilsofficier. Govaars zorgde voor de vertalingen met zijn viool voor de muzikale begeleiding van de gezongen melodieën van bekende meezingers. De bijeenkomst was geen traditionele kerkdienst en werd daarom door veel Amsterdammers met argusogen bekeken. De hulpverlening in Nederland aan dak- en thuislozen in de strenge winter van 1890 betekende echter een positieve wending in het oordeel over het maatschappelijk werk van het Leger des Heils.

## Europa
Na de begintijd in Nederland diende Govaars voor het Leger des Heils enige tijd in Nederlands-Indië. Zo was hij in 1909 was territoriaal commandant van Java en predikte het evangelie in centraal Celebes en in Kulawi. Ook stichtte hij een melaatsenkolonie en leidde er vrouwen- en kinderhuizen.
Bij het begin van de Eerste Wereldoorlog keerde Govaars terug naar Londen. Een grote Nieuw-Zeelandse donatie aan het Leger stelde hem na de oorlog in staat hulp te verlenen op de Balkan. In het door Oostenrijk bezette deel van Servië en omliggende landen was na de Eerste Wereldoorlog hongersnood uitgebroken. In 1919 kocht hij voorraden in het Griekse Saloniki die naar Belgrado werden verscheept voor distributie onder zijn leiding. Voor de militairen in het gebied stichtte hij het eerste militaire tehuis ter wereld. Vervolgens ging Govaars naar de Krim en Bulgarije. Daarna werd hij gedurende enkele jaren leider van het Leger des Heils in België.

## Soest
In januari 1931 verhuisde hij met zijn vrouw terug naar Nederland en vestigde zich op de Vosseveldlaan 28 in Soest. Al na enkele jaren in Soest overleed zijn vrouw. In de Tweede Wereldoorlog hield Govaars toezicht op het kindertehuis van het Leger des Heils in Soest, dat in het begin van de Tweede Wereldoorlog was gesticht. Dit tehuis ‘De Lindenhorst’ was ondergebracht in de voormalige villa Parsenn aan de Beukenlaan 1. De Lindenhorst werd in 1946 gesloten.

## Erkenning
Voor zijn werk bij de oprichting van het Leger des Heils in Nederland en het zendingswerk in Indië ontving Govaars de Huisorde van Oranje van koningin Wilhelmina. Koning Peter van Servië verleende hem de Koninklijke Orde van Sint Saba en het Grootkruis van het Servische Rode Kruis voor zijn diensten bij het werk onder de oorlogsslachtoffers. Als 'kolonel Gerrit J. Govaars' ontving hij in 1947 de 'Orde van de Stichter' van het Leger des Heils.

## Muziek
Bij gelegenheden trad Govaars zingend en vioolspelend op bij zijn werk voor het Leger. Govaars componeerde een aantal hymnen die door het Leger des Heils bij hun activiteiten werden gebruikt. Vier van zijn liedjes werden uitgegeven en zijn melodie "Govaars" kreeg een plek in het liedboek van het Leger des Heils.
Zijn kleinzoon Robert Simpson was een bekende Engelse componist.
Gerrit Govaars werd 88 jaar, in het Leger des Heils aangeduid als 'werd bevorderd tot Heerlijkheid'. Onder massale begeleiding van muziek en gezang voerde zijn laatste tocht naar de Algemene Begraafplaats Soest op de Soester Eng.